# Moï Ver
Moshé Raviv-Vorobeichic (5 de diciembre de 1904 - 20 de enero de 1995) más conocido como Moï Ver fue un fotógrafo y pintor lituano israelí.
Nació en la población de Levedevo muy cerca de Vilna y con veinte años comenzó estudios de pintura en la Universidad Stefan-Batory de Vilna. En 1927 se trasladó a la Escuela de la Bauhaus donde tuvo como maestros a Paul Klee, Wassily Kandinski e Hinnerk Scheper y decidió trabajar con la fotografía.
En 1928 se trasladó a París donde estudió fotografía y un año después regresó a Vilna. En estos años comenzó sus dos reportajes más conocidos: uno sobre París que firmó con el seudónimo de Moï Ver y otro sobre la vida de los judíos en Vilna. Estos dos reportajes dieron lugar a dos libros publicados en 1931: Ein Ghetto im Osten. Vilna y París: 80 photographies de M.V., este último reimpreso en 2004 con el título Ci-contre 101 Photos de Moï Ver.
Ejerció como fotoperiodista para diversos medios como la Agencia VU y el diario Paris-Soir. En 1932 viajó a Tel Aviv, destacado por la agencia Globe-Photo, para hacer un reportaje sobre la Olimpiada judía y a partir de 1934 se trasladó a vivir a Palestina como fotógrafo freelance. En 1948 adopta el nombre de Moshé Raviv y dos años después abandonó la fotografía por la pintura.